# Trubicyno (obwód pskowski)
Trubicyno (ros. Трубицино) – wieś (dieriewnia) w Rosji, w obwodzie pskowskim, w rejonie pałkińskim. W 2010 liczyła 23 mieszkańców.